# Ідентифікатор процесу
Ідентифікатор процесу (англ. process identifier, Proces ID, PID) — ідентифікатор процесу багатозадачної операційної системи, номер його в порядку запуску, від нуля до максимального значення, можливого в даній системі. В операційних системах сімейства Windows є цілочисловим типом. В операційних системах стандарту POSIX тип ідентифікатора визначається в кожній операційній системі індивідуально. Наприклад, в операційній системі Linux ідентифікатор процесу є цілим типом.
Кількість одночасно запущених процесів — величина обмежена. Мінімальний (нульовий) номер зазвичай отримує процес init — найперший із всіх інших процесів у системі: саме так працює в Linux. Однак у BSD-системах PID, рівний нулю, виявляється у процесі активізації віртуальної пам'яті (swapper), а init має ідентифікатор 1.

## Інші атрибути
Будь-який процес, системний чи користувальницький, інтерактивний чи неінтерактивний, має наступні атрибути:
- ідентифікатор процесу (PID);
- ідентифікатор батьківського процесу (PPID);
- ім'я господаря процесу;
- ідентифікатор господаря процесу (UID);
- ідентифікатор групи господарів (GUID);
- пріоритет;
- термінал.